# Nanorana yunnanensis
Espèce
Synonymes
- Rana yunnanensis Anderson, 1879 "1878"
- Rana phrynoides Boulenger, 1917
- Rana muta Su & Li, 1986
- Rana liui Dubois, 1987 "1986"
- Paa liui (Dubois, 1987)
- Paa yunnanensis (Anderson, 1879)
- Nanorana liui (Dubois, 1987)

Statut de conservation UICN

 EN A2acd : En danger
Nanorana yunnanensis est une espèce d'amphibiens de la famille des Dicroglossidae.

## Répartition
Cette espèce est endémique de Chine. Elle se rencontre au Guizhou, au Yunnan, de Hunan, dans le sud-est du Sichuan, à Chongqing et dans le Sud-Est du Hunan entre 1 500 et 2 950 m d'altitude ;
Sa présence est incertaine en Birmanie, au Viêt Nam et au Laos.

## Description
Paa yunnanensis mesure jusqu'à 98 mm pour les mâles et 99 mm pour les femelles. Son dos est grisâtre ou brun-jaune. Son ventre est blanc sale ou jaune avec des taches grises.

## Étymologie
Son nom d'espèce, composé de yunnan et du suffixe latin -ensis, « qui vit dans, qui habite », lui a été donné en référence au lieu de sa découverte, le Yunnan.

## Publication originale
- Anderson, 1879 "1878" : Anatomical and Zoological Researches: Comprising an Account of the Zoological Results of the Two Expeditions to Western Yunnan in 1868 and 1875; and a Monograph of the Two Cetacean Genera Platanista and Orcella, London, Bernard Quaritch vol. 1 (texte intégral) et vol. 2 (texte intégral).